# 春江郵便局
春江郵便局（はるえゆうびんきょく）は福井県坂井市にある郵便局。

## 概要
住所：〒919-0499 福井県坂井市春江町江留下屋敷230

## 周辺
- 福井県児童科学館
- 福井空港
- 福井県運転者教育センター
- 春江病院

## アクセス
- 京福バス 「春江郵便局前」下車。